# Слива Маака
Слива Маака, вишня Маака іноді як черемха Маака (Prunus maackii) — вид вишні, що походить з Кореї та обох берегів річки Амур, у Маньчжурії на північному сході Китаю, а також з Амурської області та Примор'я. Раніше його вважали видом Prunus subg. Padus, але як морфологічні, так і молекулярні дослідження вказують на його приналежність до Prunus subg. Cerasus.

## Біоморфологічна характеристика
Це листопадне дерево, що виростає до 4–10 метрів заввишки. Кора молодих дерев гладенька, блискуча бронзово-жовта, але з віком стає тріщинуватою та тьмяною, темно-сіро-коричневою. Листя чергове, яйцеподібне, 4–8 см завдовжки та 2,8–5 см завширшки, з запушеною ніжкою 1–1,5 см та цільним або дуже дрібнозубчастим краєм; зверху листки темно-зелені, знизу трохи блідіші та запушені на жилках. Квітки утворюються на прямовисних колосках завдовжки 5–7 см, кожна квітка має діаметр 8–10 мм, з п'ятьма білими пелюстками. Плід — невелика вишнеподібна кістянка з діаметром 5–7 мм, спочатку зелена, потім стає червоною, а потім темно-пурпуровою або чорною в міру дозрівання. Цвіте в середині весни, а плоди дозрівають з початку літа до початку осені.

## Середовище
Населяє розріджені ліси на сонячних схилах, узліссях, росте під сосновими лісами, берегах струмків; на висотах 800–2000 метрів.

## Галерея

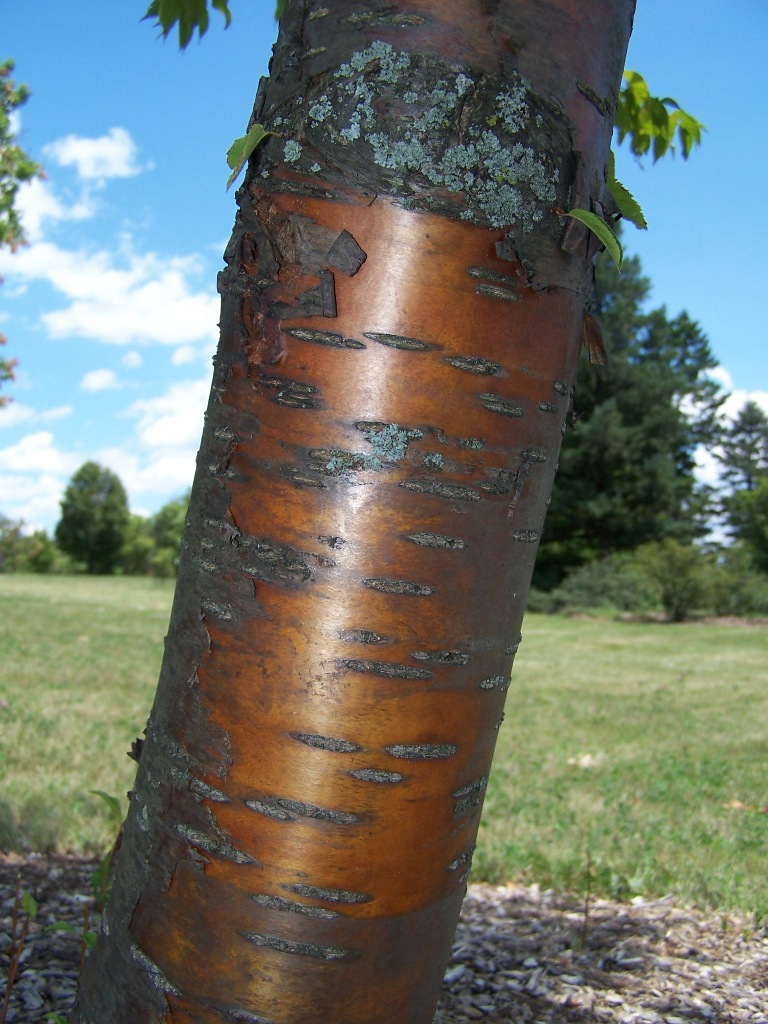
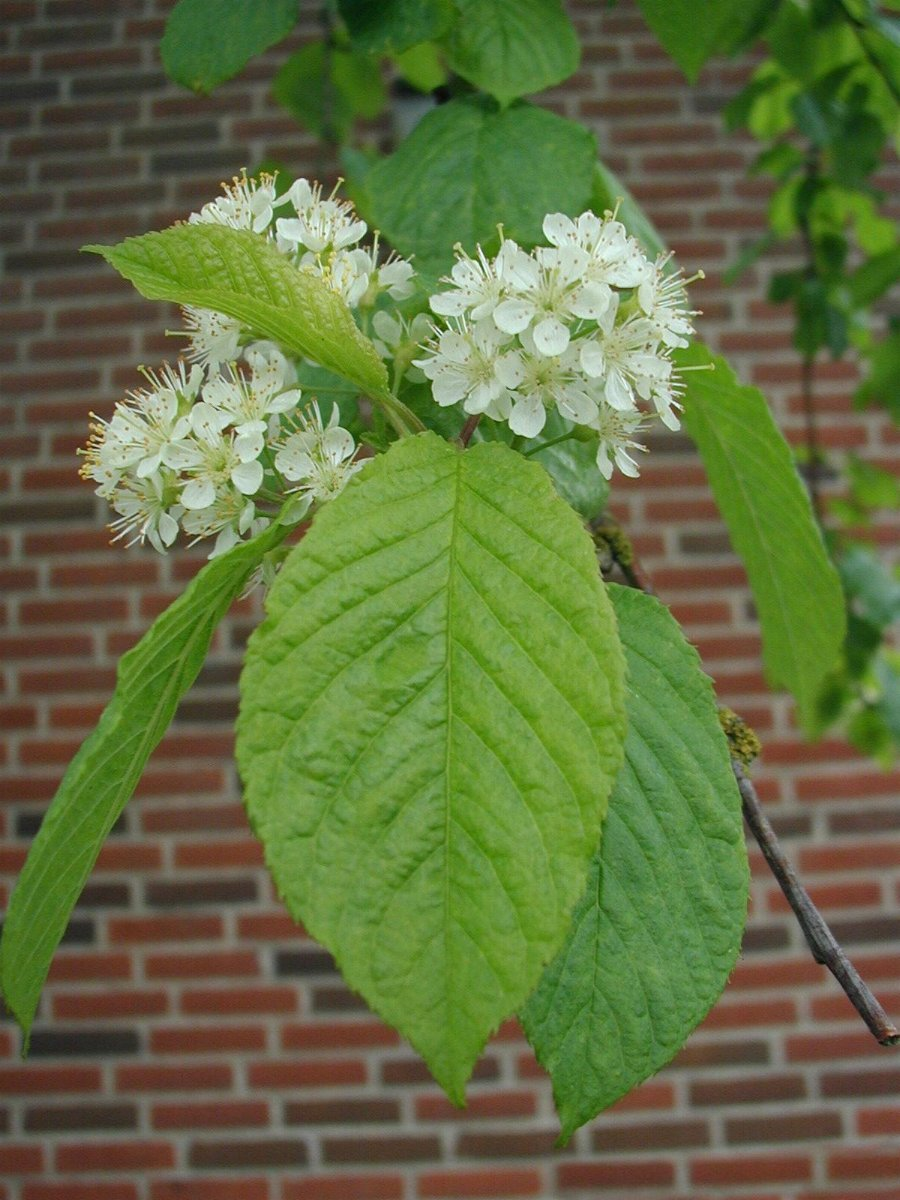
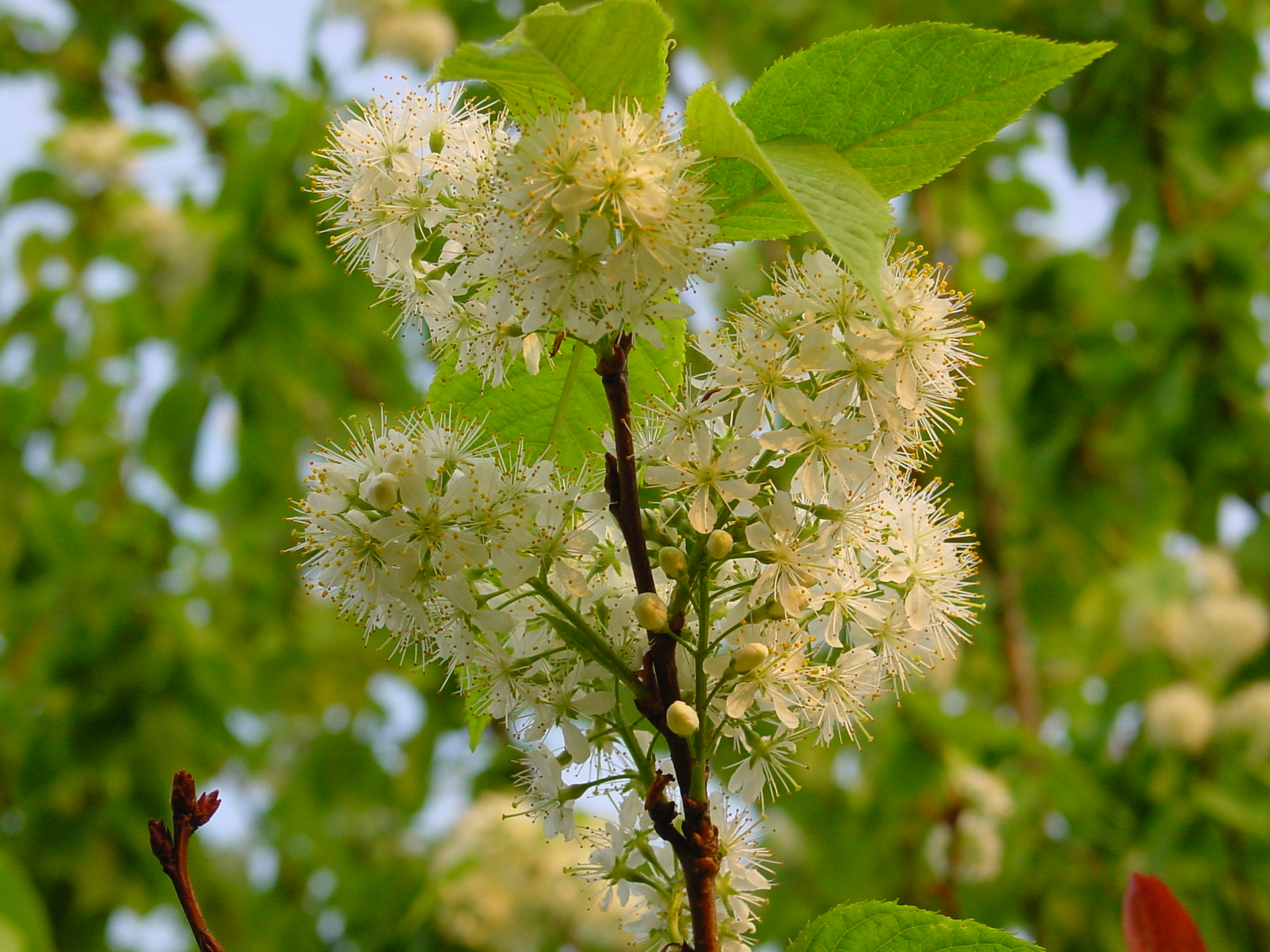

## Вирощування та використання
Вирощується як декоративне дерево в Північній Європі та Північній Америці, переважно заради декоративної кори. Дерево віддає перевагу сонячному світлу та вологому (але дренованому) ґрунту, і добре переносить сильні зимові холоди, але не спеку. Плоди використовуються для виготовлення соку, желе та варення. Вирощувані екземпляри досягали 17 м заввишки та 90 см у діаметрі стовбура.